# Bourse des valeurs de Gênes
La bourse des valeurs de Gênes est une bourse fondée au milieu du XIXe siècle, sous la forme d'un marché régional d'actions et d'obligations, situé sur la Piazza De Ferrari à Gênes, dans le nord-ouest de l'Italie, qui sera jusqu'en 1913 le plus important du pays.

## Histoire
La bourse des valeurs de Gênes a été fondée au milieu du XIXe siècle, dans le sillage d'une importante activité de Bourse de commerce lors des siècles précédents. Gênes a en effet une histoire ancienne pour l'activité du négoce et du commerce international. Au Moyen Âge, les échanges ont eu lieu à la "Piazza di Banchi", ainsi appelée à cause des bancs d'installation des marchands, des notaires et des changeurs de monnaie. En 1700, les activités de négoce étaient centralisées autour des endroits comme le Palazzo San Giorgio et toujours Banchi Square. En 1822, une commission a été mise en place par la Chambre de Commerce pour fixer les taux de change entre Gênes et les plus importants centres commerciaux européens sur la base de prix contractuels moyens. En 1840 a eu lieu la restauration de la Loggia di Banchi, le bâtiment dédié à la négociation en bourse, avec un premier règlement de la chambre de commerce et un décrêt municipal du 5 juillet 1840, qui donne le bâtiment à la Bourse. En 1845 une première liste de cours a été obtenue, le taux de change et les prix des obligations d'État et des actions. En 1855, la bourse a été officialisée par un décret de Cavour donnant aussi la reconnaissance d'échanges commerciaux dans la Loggia di Banchi et le Palazzo Senarega, administré par la Chambre de Commerce de Gênes, où se trouvaient les courtiers et agents de change autorisés.
La crise de la Banca Generale et du Credito Mobiliare commence en 1889. Les cours chutent de 80% entre 1891 et 1894. Comme en Allemagne, le rebond des cours a lieu en 1894 et en 1896 car le gouvernement italien pratique une relance budgétaire de l'économie en augmentant les emprunts publics.
Gênes et Turin se sont équipés du télégraphe après cette crise et avant Milan mais cette dernière s'est ensuite placée au centre du réseau, par le biais d'un immense lobbying, ce qui a fait qu'il fallait passer par elle pour échanger des télégrammes entre Gênes et Turin et Rome. Par ailleurs, Milan a été beaucoup plus strict que Gênes sur la réglementation, en particulier pour les critères permettant d'être courtier sur son marché.
À la fin du XIXe siècle, Gênes fut le principal centre financier de l'Italie avec Milan et la Piazza De Ferrari était l'endroit où de nombreuses institutions ont été créées, comme la Bourse, le Credito Italiano, ou les succursales de la Banque de l'Italie, fondée en 1893. La population de la ville est en pleine croissance et atteint en 1911 un total de 0,46 million d'habitants contre 0,28 million en 1881. Mais son marché est moins moderne. Une criée a été créée en 1895 à Milan mais seulement en 1912 à Gênes où opèrent en 1906, approximativement 1200 courtiers contre 160 à Milan, une hétérogénéité entre les marchés qui donne beaucoup de travail aux régulateurs.

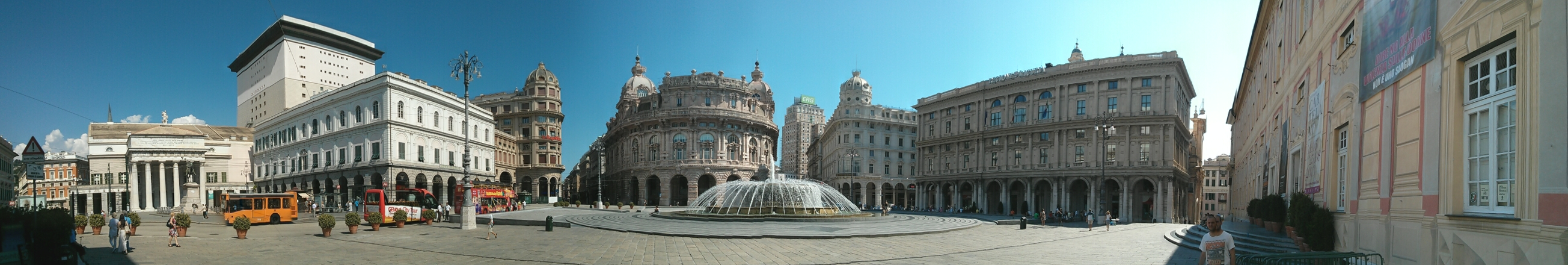

Le 27 juin 1905 nait la société Nuova Borsa pour la construction du bâtiment, sur la Piazza De Ferrari, qui coûta sept millions de lires, au cœur de la ville entre le centre historique et le moderne. Il fut inauguré le 20 juillet 1912, événement d'importance nationale, auquel assistèrent les courtiers en valeurs mobilières de tout le pays et Francesco Saverio Nitti ministre de l'Agriculture, de l'industrie et du commerce du quatrième gouvernement Giolitti, Francesco Tedesco, ministre du Trésor et Teobaldo Calissano, ministre de la poste et des télégraphes.

### La crise de liquidité de 1907

#### Une nouvelle banque active sur les marchés
La région Ligure a connu une forte croissance au début du XXe siècle, comme le reste de l'Italie du Nord. Particulièrement impressionnante était l'expansion de Società Bancaria Italiana (SBI, établie en 1898), représentante en Ligure d'une nouvelle catégorie émergente, la "banque universelle", avec les deux géants du secteur, Banca Commerciale Italiana, fondée en 1894 et Credito Italiano, créé vers 1895. La banque ligure a acquis un certain nombre d'établissements de crédit plus petits et a étendu ses opérations pour devenir "le troisième pilier" du crédit des régions rapidement industrialisées du Nord de l'Italie.
Les banquiers de la SBI se sont engagés dans le prêt industriel mais aussi l'organisation des introductions en bourse, le conseil et ont financé des opérations de fusion et de restructuration. En conséquence de cette pratique, les banques ont acquis des positions de faiseur de marché sur les trois Bourses principales (Milan, Turin et Gênes), en tenant souvent dans leurs portefeuilles des actions résultant d'introductions en bourse ou du nantissement pour des prêts.
Contrairement à ce qui se produit en Allemagne, la loi n'interdit pas aux banques de s'impliquer dans la vie boursière et elles développement leurs participations industrielles à partir de 1898, en particulier de la Comit.
La SBI s'est lancée dans des opérations à grande échelle seulement en 1900, quand ses concurrents avaient déjà conquis les plus grands clients. SBI a dû alors viser les clients plus risqués, souvent rejetés par les autres grandes banques et les caisses d'épargne.

#### La profession de courtier évolue
Une crise de liquidité commence en 1907 à Gênes, comme sur les autres marchés. Mais elle est bien plus sévère à Gênes, qui se montre plus instable et moins réglementée, et se fait ensuite doubler par Milan, qui a beaucoup plus coopéré avec les autorités du gouvernement.
Le journal Il Sole écrit le 12 juin 1907 qu'à "l'exception de deux ou trois bourses contrôlées par les Chambres de Commerce, la profession de courtier est ouverte à quiconque à des dizaines de milliers de lires à investir”.
Gênes a maintenu sa domination en Italie tout au long du XIXe siècle. Elle concentre 3 milliards de lires échangées en 1873 contre 1,5 milliard à Milan, où cependant 25 sociétés sont désormais cotées, dont 15 banques[réf. nécessaire], contre 2 sociétés dans les années 1860[réf. nécessaire].
Turin, Florence, Rome et Naples ont aussi leurs bourses, et même Cuneo, Chieti, et Messine, souvent spécialisées sur un secteur d'activités[réf. nécessaire]. Le mécontentement domine les réunions des courtiers officiels milanais, consacrée à l'intermédiation non autorisée, très importante à Gênes. En 1906, il y a toujours environ 1200 courtiers à Gênes[réf. nécessaire], qui a contourné régulièrement les tentatives de réglementer leur nombre, la puissante chambre de commerce locale s'y refusant. La criée ne devient obligatoire à Gênes qu'en 1912 alors que c'est le cas à Milan depuis 1885[réf. nécessaire] et la spéculation y est débridée, ouverte à tous mais concentrée sur peu de titres

#### Les étapes de la bulle spéculative
La hausse général des actions commence en 1903 et finit en 1906. L'Economista italiano, le journal italien le plus attentif aux affaires de Bourse, écrit le 1er janvier 1905 que l'action du sucrier Eridania pourrait monter jusqu'à 2000 lires en raison de l'attente de bons dividendes. Son cours est à 1024 lires fin janvier puis 1500 lires en septembre mais revient à 1394 lires à la fin de décembre 1905. Au total, l'action Eridania est multipliée par sept sur les six premières années du XXe siècle.
À partir de janvier 1906, c'est le tour de la "Società Ligure Ramifera" (société Ligure du cuivre), basée à Gênes, menée par Lorenzo Cardella et l'ingénieur Fortunato Gardella, qui devient le premier producteur de cuivre italien et fait l’acquisition de lots de terre dans la zone minière de Ligurie. "Società Ligure Ramifera"  voit son action quadruplé en seize  mois.
La Società Bancaria Italiana, contribue à l'explosion du cours de Ramifera par ses achats et ses crédits aux acheteurs. Entre-temps, le marché boursier a pris conscience des risques de l'industrie du cuivre et se fait plus modéré, les spéculateurs préférant se tourner vers les sociétés automobiles. Et dans les trois mois précédents la crise de 1907, le cours du cuivre, qui avait progressé d'un quart à l'été 1906, chute de 40% environ. Plusieurs situations délicates de métallurgistes ayant fait l'objet de spéculations bancaires sont observées au Japon (les débiteurs de Nagoya Bank et Fukui Bank), aux États-Unis (United Copper, acteur central de la Panique bancaire américaine de 1907), en Roumanie (Teplitz) et au Chili (Compania Gatico and San Bartolo).
Sur une base 100 en juillet 1905, les actions des six sociétés automobiles échangées à la Bourse de Gênes vont toutes souffrir. Trois enregistrent une modeste hausse au second semestre 1905 tandis que d'autres baissent, tendance suivie par une chute des cours de chacune des six qui s'établit entre 10% et 50%.
- Florenta (automobile)
- Itala (entreprise)
- Marchand (automobile)
- Aedes (automobile)
- Rochet-Schneider
- Rapid

Itala (entreprise) est une marque automobile italienne fondée à Turin en 1903 par Matteo Ceirano et cinq autres membres dont le pilote Guido Bigio (en). Elle fera faillite en 1934. Rochet-Schneider, fondée par Édouard Rochet et Théodore Schneider en 1889 à Lyon, se spécialise à partir de 1899, dans les voitures à moteur à pétrole. La société Rapid Motor Vehicle Company, fondée en 1902 à Pontiac, dans le Michigan, par les frères Max Grabowsky and Morris Grabowsky sera rachetée par General Motors en 1909.

#### Les tentatives de freiner la chute et le sauvetage
La chute du cours de Ramifera met en difficulté ses très nombreux actionnaires de la Bourse des valeurs de Gênes et créé un sentiment de panique. Banca Commerciale et Credito Italiano ont assez vite cessé leurs tentatives de contenir la baisse du prix des actions, tandis que SBI a seule persévéré dans la tentative de faire remonter le prix de ses propres actions et de celui de ses débiteurs principau x. L'insolvabilité d'un de ses client importantes (Ramifera) a mis en évidence sa vulnérabilité et celle du secteur bancaire tout entier.
En octobre une injection de liquidité par la Banque d'Italie a évité la transmission de difficultés à Gênes aux autres Bourses italiennes. Ces développements ont mis en évidence la fragilité d'un système caractérisé par des établissements de crédit en tension, un secteur industriel surendetté et des marchés des actions plutôt étroits et peu liquides.
Selon l'historien Angelo Riva, la microstructure de la bourse de Gênes a été incapable de gérer le risque de contrepartie en 1907. Seule l’intervention de la Banque d’Italie a sauvé la péninsule d’une crise financière majeure, faisant d'elle une banque centrale à part entière. À la Bourse Paris, la complémentarité entre la bourse officielle et les coulissiers, n’a pas exposé le système financier à semblables risques car la première, forte d'une position centrale et rassurante, a stabilisé le marché dans son ensemble.
La crise de 1907 a stimulé une intervention réglementaire par le gouvernement[réf. nécessaire].
Entre 1908 et 1912, le gouvernement tente d'unifier la réglementation, avec pour but afficher de la centraliser les échanges à Milan, dont les structures sont centralisées. Les heures d'ouverture convergent et le gouvernement prend le contrôle des bourses aux chambres de commerce.
Après des années de débats, en 1913 une nouvelle loi a interdit aux banques de négocier les actions d'entreprises inscrites sur les Bourses. L'Angleterre et la France ont suivi l'Italie sur cette voie[réf. nécessaire].

### Les années 1970
En 1975, la loi transfère le contrôle de la Bourse, de la Bourse de commerce à la CONSOB italienne